# Július Viktory
Július Viktory (31. ledna 1907 Podlužany – 17. března 1985 Bratislava) byl slovenský a československý politik Komunistické strany Slovenska (respektive za KSČ), poválečný poslanec Slovenské národní rady a člen Sboru pověřenců.

## Biografie
Původní profesí byl právník. Pracoval jako soudce v Bánovcích nad Bebravou. Byl aktivní i jako sportovní funkcionář. Angažoval se v Sokolu a Slovenském výboru tělesné výchovy a sportu. Organizoval na Slovensku závody v lehké atletice. V roce 1967 pomohl oživit tradici závodu Národný beh Devín - Bratislava. Sám aktivně sportoval ve vrhu koulí a hodu diskem. V těchto disciplínách byl reprezentantem Slovenska a držitelem slovenských rekordů.
V letech 1939–1945 byl prokurátorem na Státním zastupitelství v Bratislavě. Pomáhal ale politickým vězňům. V únoru 1945 byl zatčen, ale podařilo se mu utéci. Za druhé světové války se podílel na odboji a po válce mu byl udělen Československý válečný kříž 1939 a Řád Slovenského národní povstání 1. třídy.
Do KSS vstoupil v roce 1945. V období let 1946–1962 se uvádí jako účastník zasedání Ústředního výboru KSS.
V 6. Sboru pověřenců zastával v období září 1945 – srpen 1946 post Pověřence pro věcí vnitřní. Pak ho na základě výsledků voleb v roce 1946, v nichž vyhrála na Slovensku výrazně nekomunistická Demokratická strana nahradil (se souhlasem Demokratické strany) nestraník Mikuláš Ferjenčík. Ján Ursíny později hodnotil tuto nominaci jako chybu, protože Ferjenčík nebyl silným politikem a ponechal si v úřadu většinu lidí po Viktorym, včetně jeho sekretářky, takže komunisté měli i nadále kontrolu nad tímto klíčovým rezortem.
Po volbách v roce 1946 zasedl do Slovenské národní rady. Do SNR byl zvolen i v následných volbách roku 1948.
V lednu 1948 zasedl ve zvláštní komisi českých a slovenských komunistů, která řešila státoprávní otázky v souvislosti s přípravou nové ústavy Československa.
V prvním poúnorovém 9. Sboru pověřenců i 10. Sboru pověřenců byl od března 1948 do září 1951 pověřencem spravedlnosti. Od října 1949 působil rovněž jako pověřenec – předseda Slovenského úřadu pro tělesnou výchovu a sport.
Později zastával funkci náměstka předsedy Nejvyššího soudu Československé republiky. V letech 1956–1960 působil jako velvyslanec Československa v Maďarsku. Byl mu udělen Řád práce.